# Ultimamente (Sud Sound System)
| Recensione | Giudizio |
| ---------- | -------- |
| Rumore     |          |

Ultimamente è un album dei Sud Sound System, pubblicato nel 2010.

## Tracce
1. Segnu te riconoscimentu
2. Keep on Moving (feat. T.O.K.)
3. Bisogno d'amore (nelle radio da aprile 2010)
4. Casa mia
5. Vivo
6. Lei è (feat. Ms.Triniti)
7. Lu mare una taula
8. Chissà se
9. Nu me fanno paura
10. Ultimamente
11. Lampedusa (feat. Luciano)
12. Ene cussi
13. Rabbia in città
14. Cane ssetu
15. Nella notte (feat. Ely)
16. When the Music Hit (feat. VoiceMail)

## Andamento nelle classifiche
| Posizione | 28 | 47 | 63 | - |